# Massa e Cozzile
Massa e Cozzile ist eine italienische Gemeinde mit 7766 Einwohnern (Stand 31. Dezember 2023) in der Provinz Pistoia der Region Toskana. Der Ort pflegt eine Städtepartnerschaft mit der österreichischen Stadt Judenburg.
Die Nachbargemeinden sind Buggiano, Marliana, Montecatini Terme und Pescia.

## Söhne und Töchter der Gemeinde
- Bernardo Pasquini (1637–1710), Komponist, Organist und Cembalist
- Bruno Pasquini (1914–1995), Radrennfahrer
- Andrea Lucchesini (* 1965), Pianist